# Aéroport du comté de New Castle
Pour les articles homonymes, voir ILG.
L'aéroport du comté de New Castle (New Castle County Airport), (code IATA : ILG • code OACI : KILG) est un aéroport domestique desservant la ville de Wilmington, ville située dans le comté de New Castle, État du Delaware, aux États-Unis.
Il est encore en activité de nos jours.

## Compagnies et destinations
| Compagnies        | Destinations                                      |
| ----------------- | ------------------------------------------------- |
| Frontier Airlines | En saison : Orlando (reprend le 12 novembre 2020) |

Édité le 22/05/2020